# Plovárna Butte-aux-Cailles
Plovárna Butte-aux-Cailles (francouzsky Piscine de la Butte-aux-Cailles) je veřejná plovárna v Paříži, která byla postavena v roce 1922. Nachází se ve 13. obvodu na Place Paul-Verlaine. Budova je od roku 1990 chráněná jako historická památka.

## Architektura
V roce 1866 byl objeven zdroj horké podzemní vody, která byla využita v roce 1908 pro veřejné lázně. Plovárna sama byla napájena vodou z artéské studny na Butte aux Cailles navržené Françoisem Aragem a vyhloubené v roce 1893. Voda měla teplotu 28° C. Plovárnu navrhl architekt Louis Bonnier a byla postavena v letech 1922–1924 a zahrnovala původní sprchy z roku 1908. Fasáda budovy je z červených cihel v secesním stylu. Její vnitřek tvoří betonová klenba nesená sedmi oblouky. Plovárna má tři bazény, jeden krytý (33 m) a dva venkovní (25 m a 12 m) a solárium. Bazén využívá k ohřevu vody ve svých bazénech dálkové vytápění. Na začátku roku 2016 bylo oznámeno partnerství se společností Stimergy na ohřev části vody teplem produkovaným servery instalovanými v suterénu plovárny.

## Odkaz v kultuře
Na plovárně se odehrávají některé scény z filmu Učená pře aneb Můj pohlavní život.